# アーニョロ・ブロンズィーノ

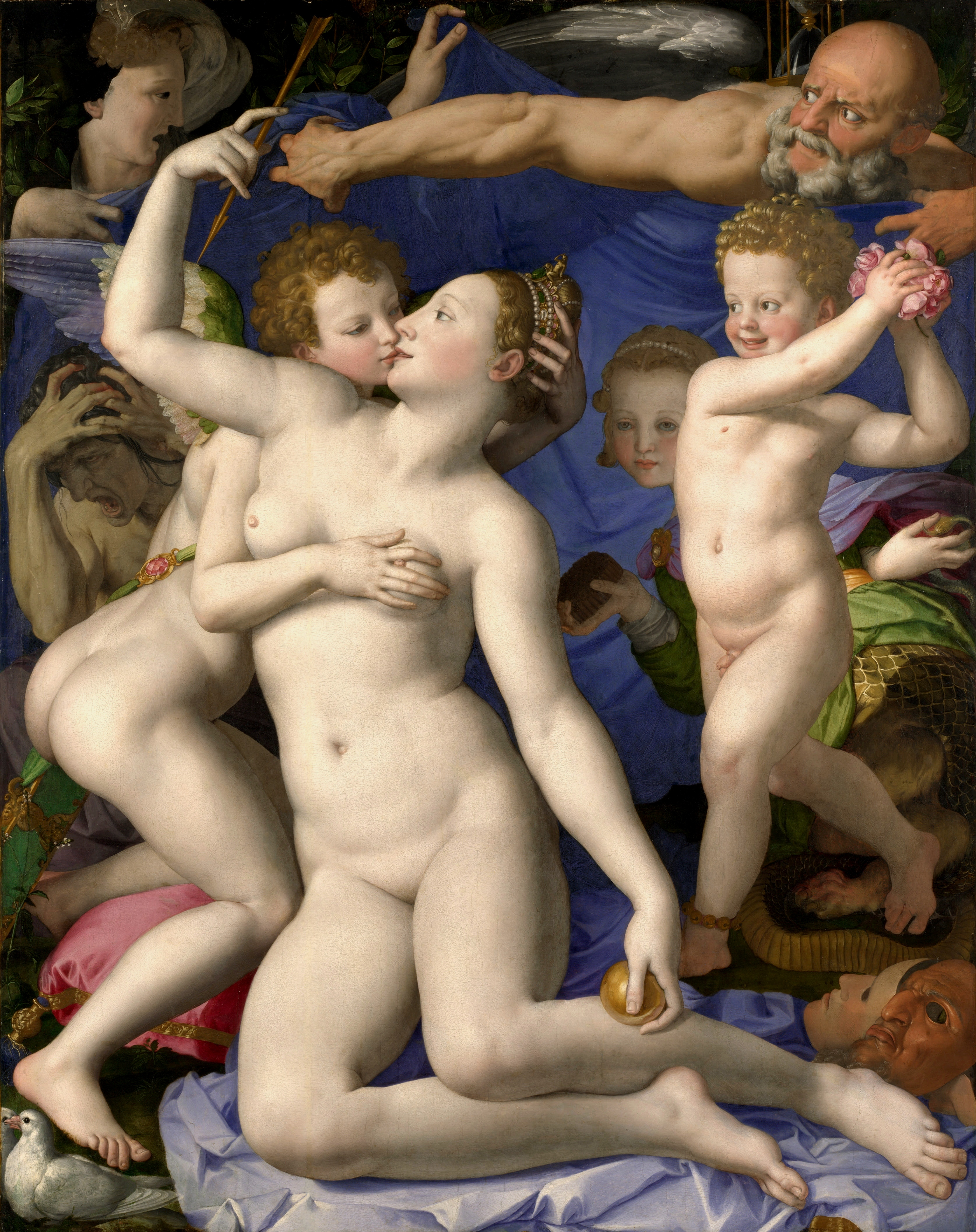
『愛の勝利の寓意』。1545年。ロンドン・ナショナル・ギャラリー所蔵。

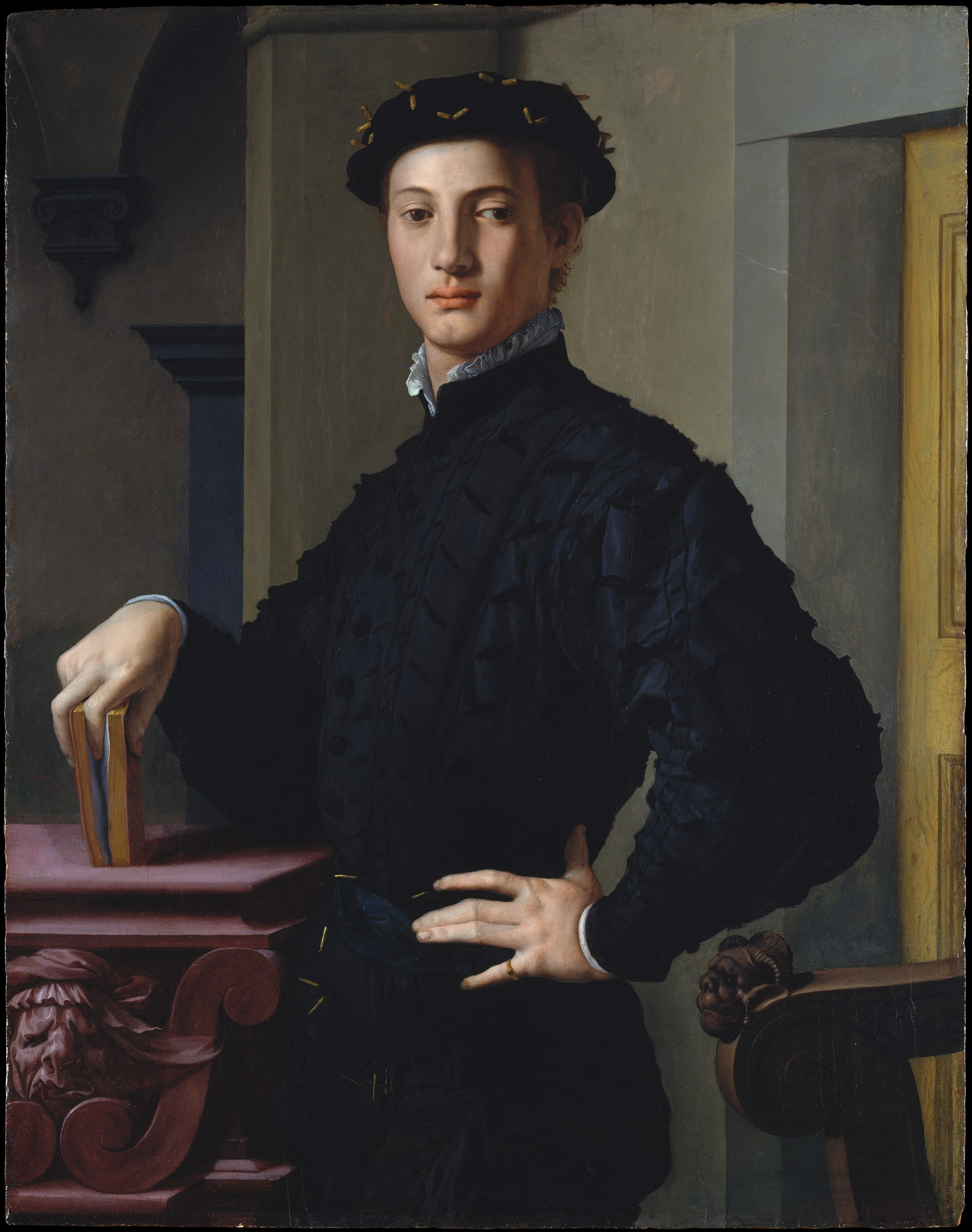
『本を持つ青年の肖像』。1530年から1540年頃。メトロポリタン美術館所蔵。

アーニョロ・ブロンズィーノ（Agnolo Bronzino, 1503年11月17日 - 1572年11月23日）は、マニエリスム期のイタリア・フィレンツェの画家。本名はアーニョロ（アンニョロ）・ディ・コージモ・ディ・マリアーノ・トーリ（Agnolo di Cosimo di Mariano Tori）。ブロンズィーノという愛称は、恐らく彼の髪の色であった「青銅」色を意味するイタリア語“ブロンゾ”に由来する。メディチ家のフィレンツェ公コジモ1世の宮廷画家として活躍する。「愛の勝利の寓意」に代表される画風は、極めて知的・技巧的で洗練された美しさに満ちている。また、肖像画にも多数の優れた作品を残している。

## 生涯
ブロンズィーノは1503年11月17日フィレンツェ近郊の貧しい肉屋の息子として生まれた。ブロンズィーノは始めラファエリーノ・デル・ガルボの弟子となり、次いで1515年頃からポントルモの工房で働き始めた。
1523年から25年にかけて、ガッルッツォのカルトゥジオ会修道院の回廊装飾、次いでサンタ・フェリチタ教会のカッポーニ家礼拝堂の装飾を師ポントルモと共に行った。カッポーニ家礼拝堂の天井にある4つの円形パネルの内2つはブロンツィーノの手によるとされている。
1531年には、デッラ・ローヴェレ家の元で働くためペーザロに移住した。1530年から45年にかけて制作された一連の肖像画（≪ウゴリーノ・マルテッリの肖像画≫≪パンチャティキ夫妻の肖像画≫は、芸術家としての新局面を示している。
1539年、ポッジョ・ア・カイアーノの装飾に従事していたポントルモの要請によりフィレンツェに帰還した。フィレンツェ公コジモ一世とエレオノーラ・ディ・トレドの結婚祝祭のための装飾に携わった後、彼はメディチ家の宮廷画家となり、ドゥカーレ宮殿内（現ヴェッキオ宮殿内）の公妃エレオノーラ・ディ・トレドの私用礼拝堂の装飾を施した。宮廷画家として公爵家族の一連の肖像画を制作し、さらにはメディチ家により設立されたばかりの綴れ織り工場のため、数々の下絵を制作した。
1557年のポントルモの死後、サン・ロレンツォ教会において未完になっていた彼のフレスコ画装飾を完成した。
ブロンズィーノはアカデミア・デル・ディゼーニョの設立に関わり、1563年には設立者のひとりとなった。
1572年11月23日に弟子であり、息子のように扱っていたアレッサンドロ・アローリの家で亡くなり、サン・クリストフォロ・デイ・アディマリ教会に葬られた。

## 作品

### 肖像画

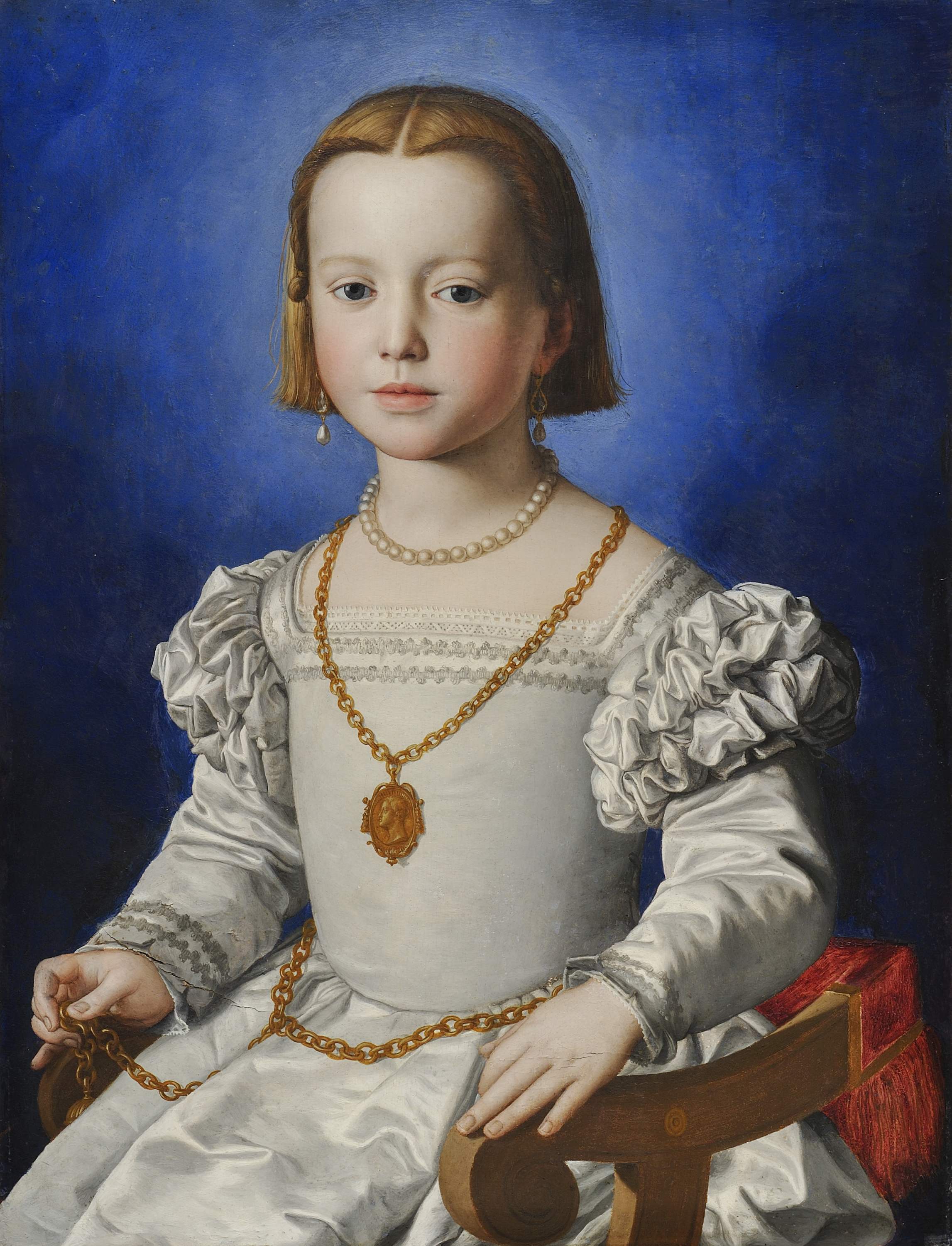
『ビア・デ・メディチの肖像』。1542年から1545年。ウフィツィ美術館所蔵。

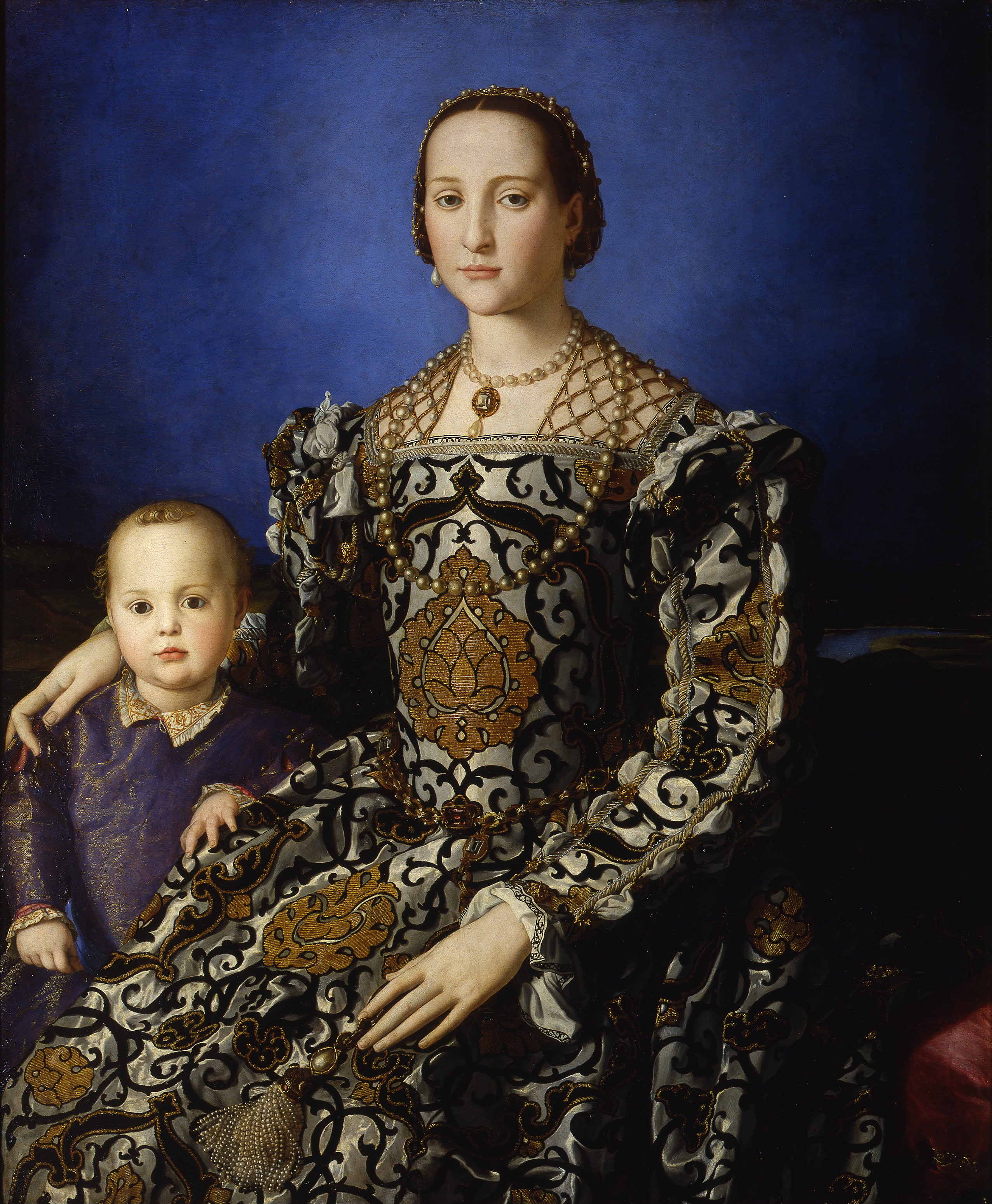
『エレオノーラ・ディ・トレドと息子ジョヴァンニ』。1544年から1545年。ウフィツィ美術館所蔵。

ブロンズィーノは1539年に初めてメディチ家と関わりを持つようになる。その時彼はコジモ1世とエレオノーラ・ディ・トレドの結婚式の装飾をするために選ばれた多くの芸術家の一人であったが、すぐに認められて宮廷画家となった。彼の肖像画のスタイルは時に静的、エレガント、スタイリッシュ等と形容されるが、その後のヨーロッパ肖像画に大きな影響をもたらし、多くのコピーも存在している。ブロンズィーノはフィレンツェの貴族以外にも詩人のダンテ・アリギエーリやペトラルカといった過去の人物も描いている。コジモ1世とエレオノーラ・ディ・トレドの肖像画以外でよく知られている彼の肖像画にはバルトロメオ・パンチャティキとその妻ルクレツィアを描いたものがある。
エレオノーラ・ディ・トレドを描いた作品では、特に彼女の衣装に注目することが出来る。彼女が息子のジョヴァンニ（母親と共にマラリアで1562年に死去）と共に描かれている右の作品では、そのドレスの豪華な生地がキャンバスの大部分を占めている。実に、このドレスそのものが学術的なディベートの的となったこともある。この凝ったドレスは、エレオノーラの大のお気に入りで、彼女はこのドレスを着て埋葬されたと噂された。後にこれは否定され、結局のところこのドレスはブロンズィーノが生地見本を見て創造で描いたもので、実在しないという見方もある。いずれにしても、この作品はブロンズィーノや彼の工房によって何度も複製され、エレオノーラのイメージを決定付けるものとなった。この作品は現在ウフッツィ美術館の所蔵となっている。
ブロンズィーノの「寓話的肖像画」とも呼ばれるものには、軍人アンドレア・ドーリアをネプトゥーヌスになぞらえたもの等がある。また、ブロンズィーノの個人的な肖像画には彫刻家・建築家であったバルトロメオ・アンマナーティの妻でブロンズィーノの友人であったLaura Battiferriを描いたものがある。

### 宗教画
1540年から41年にかけて、ブロンズィーノはヴェッキオ宮殿のためのフレスコ画を制作した。エレガントでクラシックなその作品群は、16世紀中頃のフィレンツェにおける宗教画に関する美学を見る良い例である。
ブロンズィーノの作品には、過去の優れた画家たちの作品を参考にしたものがあると見られている。たとえば「聖ラウレンティウスの殉教」（1569年）に描かれている人物達のねじれたポーズは、ブロンズィーノが傾倒していたラファエロやミケランジェロからの影響が見える。ブロンズィーノのヌードを描く技術は「愛の勝利の寓意」の中でも展開され、表向きは道徳的な寓話を題材にしているものの、見るものに強烈なエロティシズムを与える作品となっている。そのほかの作品には、ヨセフの生涯を描いた、ヴェッキオ宮殿のための一連のタペストリーのデザインなどがある。
ブロンズィーノの多くの作品は現在でもフィレンツェにあるが、そのほかにはロンドンのナショナル・ギャラリー等にも所蔵されている。

## 代表作
- マルコ St. Mark (c. 1525) - サンタ・トリニタ教会、フィレンツェ
- マタイ St. Matthew (c. 1525) - サンタ・トリニタ教会、フィレンツェ
- セバスティアヌス St. Sebastian (1525-1528) - 87 x 77 cm、ティッセン・ボルネミッサ美術館、マドリッド
- ピエタ Pietà (c. 1530) - 105 x 100 cm、ウフィツィ美術館、フィレンツェ
- ダンテの寓話的な肖像画 Allegorical Portrait of Dante (c. 1530) - 127 x 120 cm、ナショナル・ギャラリー、ワシントンD.C.
- Portrait of a Lady in Green (1530-1532) - 76,7 x 65,4 cm、ロイヤル・コレクション、ウィンザー
- 聖家族 Holy Family (1534-1540) - 124.5 x 99.5 cm、美術史美術館、ウィーン
- 羊飼いの礼拝 Adoration of the Shepherds (1535-1540) - 65,3 x 46,7 cm、ブダペスト国立美術館、ブダペスト
- ウゴリーノ・マルテッリの肖像 (1536年、または1537年) - 102 x 85 cm、絵画館 (ベルリン)
- バルトロメオ・パンチャティキの肖像 Portrait of Bartolomeo Panciatichi (c. 1540) - 104 x 84 c、ウフィッツ美術館、フィレンツェ
- 聖家族 Holy Family (c. 1540) - 117 x 93 cm、ウフィツィ美術館、フィレンツェ
- 本を持つ青年の肖像 Portrait of a Young Man (c. 1540) - 96 x 75 cm、メトロポリタン美術館、ニューヨーク
- 愛の勝利の寓意 Venus, Cupid, Folly and Time (Allegory; 1540-1545) - 146 x 116 cm、ナショナル・ギャラリー、ロンドン
- Passage in the Red Sea (1540-1545) – フレスコ画、320 x 490 cm、ヴェッキオ宮殿、フィレンツェ
- Adoration of the Bronze Snake (1540-1545) - フレスコ画、320 x 385 cm、ヴェッキオ宮殿、フィレンツェ
- 十字架降下 Deposition of Christ (1540-1545) - 268 x 173 cm、ブザンソン美術館、ブザンソン
- 少女の肖像 Portrait of a Young Girl (1541-1545) - 58 x 46,5 cm、ウフィツィ美術館、フィレンツェ
- ビア・デ・メディチの肖像 Portrait of Bia de' Medici (c. 1542) - Tempera on panel, 63 x 48 cm、ウフィツィ美術館、フィレンツェ
- コジモ1世の肖像 Portrait of Cosimo I de' Medici (1545) - 74 x 58 cm、ウフィッツ美術館、フィレンツェ
- エレオノーラ・ディ・トレドと息子ジョヴァンニの肖像 Portrait of Eleonora of Toledo (c. 1545) - 115 x 96 cm、ウフィツィ美術館、フィレンツェ
- 子供の頃のジョヴァンニ・デ・メディチの肖像 Portrait of Giovanni de' Medici as a Child (c. 1545) - 58 x 46 cm、ウフィッツ美術館、フィレンツェ
- ルクレツィア・パンチャティキの肖像 Portrait of Lucrezia Panciatichi (c. 1545) - 101 x 82.8 cm、ウフィッツ美術館、フィレンツェ
- ステファノ4世・コロンナの肖像　Portrait of Stefano Colonna (1546) - 125 x 95 cm、国立絵画館、ローマ
- レオ10世の肖像　Portrait of Pope Leo X (c. 1549) - 58 x 46 cm、ウフィツィ美術館、フィレンツェ
- ドン・ガルシア・デ・メディチの肖像　Portrait of Don Garcia de' Medici (1550) – プラド美術館、マドリッド
- 女性の肖像 Portrait of a Lady (c. 1550) - 109 x 85 cm、サバウダ美術館、トリノ
- ネプトゥヌスに扮したアンドレア・ドーリア Portrait of Andrea Doria as Neptune (1550-1555) - 115 x 53 cm、ブレラ絵画館、ミラノ
- 洗礼者聖ヨハネ St. John the Baptist (1550-1555) - 120 x 92 cm、ボルゲーゼ美術館、ローマ
- Portrait of Pierantonio Bandini (c.1550-1555) - 106,7 x 82,5 cm、カナダ国立美術館
- フランチェスコ1世・デ・メディチの肖像 Portrait of Francesco I de' Medici (1551) - 58.5 x 41.5 cm、ウフィツィ美術館、フィレンツェ
- マリア・デ・メディチの肖像 Portrait of Maria de' Medici (1551) - 52.5 x 38 cm、ウフィツィ美術館、フィレンツェ
- ルドヴィゴ・カッポーニの肖像 Portrait of Ludovico Capponi (1551) - 117 x 86 cm、フリック・コレクション、ニューヨーク
- 聖家族 Holy Family (1555-1560) - 117 x 99 cm、プーシキン美術館、モスクワ
- Portrait of Laura Battiferri (1555-1560) - 83 x 60 cm、ヴェッキオ宮殿、フィレンツェ
- ノリ・メ・タンゲーレ Noli me tangere (1561) - 291 x 195 cm、ルーヴル美術館、パリ
- 幸福の寓意 Allegory of Happiness (1564) - 40 x 30 cm、ウフィツィ美術館、フィレンツェ
- 十字架降下 Deposition of Christ (1565) - 350 x 235 cm、アカデミア美術館、フィレンツェ
- 聖ラウレンティウスの殉教 Martyrdom of St. Lawrence (1569) – フレスコ画、サン・ロレンツォ教会、フィレンツェ